# (2593) Buryatia
(2593) Buryatia (1976 GB8) – planetoida z grupy pasa głównego asteroid okrążająca Słońce w ciągu 3,2 lat w średniej odległości 2,17 j.a. Odkryta 2 kwietnia 1976 roku.